# Georg Tryphon
Georg Tryphon (* 1935) ist ein deutscher Schauspieler und Synchronsprecher.

## Karriere
Als Schauspieler war Tryphon unter anderem in Kinofilmen wie Ödipussi (Regie: Loriot), Väter (Regie: Dani Levy) und Die Päpstin (Regie: Sönke Wortmann), in Fernsehreihen wie Tatort oder Bella Block, sowie in Fernsehserien wie Berlin, Berlin und Adelheid und ihre Mörder zu sehen. Als Synchronsprecher sprach er unter anderem Christopher Lloyd und war bisher in Filmen wie Uhrwerk Orange und Terminator sowie in Serien wie M*A*S*H und CSI: Miami zu hören.
Georg Tryphon steht auch auf der Bühne, zuletzt in den Jahren 2017 und 2018 an Dieter Hallervordens Schlosspark-Theater in Berlin mit dem Stück Mosca und Volpone basierend auf Volpone von Stefan Zweig.

## Filmografie (Auswahl)
- 1971: Hamburg Transit – Ein Pfirsich aus Kreta
- 1971: Tatort – Frankfurter Gold (TV)
- 1972: Privatdetektiv Frank Kross – Der Amazonasbericht
- 1973: Lokaltermin – Dein Eid ist Meineid
- 1978: Nonstop Nonsens (TV)
- 1979: Die Koblanks
- 1980: Ein verrücktes Paar
- 1985: Mord im Spiel (TV)
- 1986: Killing Cars
- 1986: Die Nervensäge (TV)
- 1987: Berliner Weiße mit Schuß (TV)
- 1988: Ödipussi (Kino)
- 1988: Die Senkrechtstarter
- 1989: Affäre Nachtfrost
- 1989: Schweinegeld – Ein Märchen der Gebrüder Nimm
- 1989: Tatort – Keine Tricks, Herr Bülow (TV)
- 1990: Liebling Kreuzberg (TV)
- 1992: Die Tigerin
- 1992: Otto – Der Liebesfilm
- 1994: Wolffs Revier (TV)
- 1994: Ihre Exzellenz, die Botschafterin (TV)
- 1996: Alarm für Cobra 11 – Die Autobahnpolizei (TV)
- 1997: Kidnapping – Ein Vater schlägt zurück (TV)
- 1999: Unser Charly (TV)
- 2000: Sass – Die Meisterdiebe (Kino)
- 2001: Väter (Kino)
- 2003: Berlin, Berlin (TV)
- 2003: Donna Leon – Venezianisches Finale (TV)
- 2003: Alphateam – Die Lebensretter im OP (TV)
- 2004: Hitlerkantate (TV)
- 2005: Adelheid und ihre Mörder (TV)
- 2008: Männerherzen (Kino)
- 2008: Dr. Molly & Karl (TV)
- 2008: Zwerg Nase (Märchenfilm)
- 2009: Die Päpstin (Kino)
- 2010: Hoheneck war gestern (TV)
- 2010: Urlaub mit kleinen Folgen
- 2011: Ein Sommer in Paris
- 2012: Bella Block: Unter den Linden (TV)
- 2012: Katja Engel (TV)
- 2013: Die Pastorin (TV)
- 2013: Die Bücherdiebin (Kino)
- 2014: Grand Budapest Hotel (Kino)
- 2014: Quatsch und die Nasenbärbande
- 2017: SOKO Köln – Arrivederci Bruno
- 2017: SOKO Wismar – Die Freuden des Alters
- 2018: Was uns nicht umbringt
- 2021: Mein Freund, das Ekel

## Synchronarbeiten (Auswahl)
- Stephen Stucker in Die unglaubliche Reise in einem verrückten Flugzeug und Die unglaubliche Reise in einem verrückten Raumschiff
- Joe Alaskey in Casper als Stinkie
- Bill Farmer in Casper – Wie alles begann als Stinkie
- Warren Clarke in Uhrwerk Orange als Dim
- Richard Fire in Poltergeist III – Die dunkle Seite des Bösen als Dr. Seaton
- Christopher Lloyd in Sein oder Nichtsein als Schultz
- Webster Williams in Terminator als Reporter
- in Es war einmal … der Weltraum und Es war einmal … das Leben  als Metro
- in Chip und Chap – Die Ritter des Rechts als Dr. Piltdown
- Jamie Farr in MASH als Corporal / Sergeant Maxwell Klinger
- Stephen Tobolowsky in CSI: Miami
- in Digimon als Wizardmon
- Glenn Shadix in Beetlejuice als Otho
- Rainer König in Der Gründer als Jesus und Renato
- Peter Ivatts in Victoria als Erzbischof von Canterbury
- Nachrichtensprecher in der Muppet-Show